# Scheinfeld
Scheinfeld er en by i den mittelfrankiske Landkreis Neustadt an der Aisch-Bad Windsheim i den tyske delstat Bayern. Den er hjemsted for Verwaltungsgemeinschaft Scheinfeld. Indtil 1972 udgjorde Scheinfeld en selvstændig Landkreis Scheinfeld.

## Geografi
Byen ligger på de sydvestlige skråninger af Steigerwald.
Nabokommuner er (med uret, fra nord): Oberscheinfeld, Burghaslach, Markt Taschendorf, Baudenbach, Langenfeld, Sugenheim og Markt Bibart.

### Inddeling
Ud over byen Scheinfeld ligger i kommunen:
| - Burgambach - Erlabronn - Grappertshofen - Hohlweiler - Klosterdorf - Kornhöfstadt - Neuses | - Oberlaimbach - Ruthmannsweiler - Schnodsenbach - Thierberg - Unterlaimbach - Zeisenbronn |

### Seværdigheder
- Schloss Schwarzenberg, er byens vartegn
- Kloster Schwarzenberg, med klosterkirken.